# Katarina Johnson-Thompson
Pour les articles homonymes, voir KJT (homonymie).
Katarina Johnson-Thompson (née le 9 janvier 1993 à Liverpool), surnommée KJT, est une athlète britannique, spécialiste des épreuves combinées, du saut en hauteur et du saut en longueur. Elle est championne du monde de l'heptathlon en 2019 à Doha et en 2023 à Budapest, championne du monde du pentathlon en 2018 à Birmingham, et double championne d'Europe du pentathlon en 2015 à Prague et en 2019 à Glasgow.

## Biographie

### Enfance
Johnson-Thompson est née à Liverpool. Son père, Ricardo, est Bahaméen. Sa mère Tracey était danseuse. Son père meurt en 2017.

### Carrière
Licenciée au Harriers Athletics Club de Liverpool, où elle est entraînée par Mike Holmes, Katarina Johnson-Thompson se révèle en 2009 à l'occasion des 6es Championnats du monde cadets, à Bressanone en Italie, en remportant la médaille d'or de l'heptathlon avec une performance de 5 750 points. 
Blessée lors de la saison 2010 au pied,, elle revient en 2011 et se classe 6e des Championnats d'Europe juniors 2011 de Tallinn.

### Premiers Jeux olympiques (2012)
En mai 2012, la Britannique améliore le record du Royaume-Uni junior de l'heptathlon de sa compatriote Jessica Ennis en totalisant 6 007 points lors du Multistars de Desenzano del Garda, en Italie. Préférant se préserver pour les jeux olympiques de Londres où elle est qualifiée en ayant réalisé les minima B, elle renonce à participer à l'épreuve de l'heptathlon aux Championnats du monde juniors de Barcelone, pour se consacrer à l'épreuve du saut en longueur dans laquelle elle obtient la médaille d'or avec un bond à 6,81 m (vent supérieur à la limite autorisée). 
Elle participe aux Jeux olympiques de Londres, en août 2012, et se classe 15e de l'heptathlon en portant son record personnel à 6 267 points après avoir amélioré ses meilleures performances au saut en hauteur (1,89 m), sur 200 m (23 s 73) et sur 800 m (2 min 10 s 76),.
En 2013, la Britannique se classe 5e des Championnats du monde de Moscou avec 6 449 points, à seulement 28 points de la médaille de bronze de la Néerlandaise Dafne Schippers,.

### Vice-championne du monde en salle du saut en longueur (2014)
Le 8 février 2014, Katarina Johnson-Thomspon établit un nouveau record du Royaume-Uni en salle du saut en hauteur lors des championnats britanniques avec une barre à 1,96 m. Elle améliore d'un centimètre la marque de Debbie Marti (1,95 m) établit en 1997. Un mois plus tard, l'athlète de Liverpool s'aligne aux Championnats du monde en salle de Sopot sur le saut en longueur et y améliore son record personnel à 6,81 m, lui permettant de remporter la médaille d'argent derrière la Française Éloyse Lesueur (6,85 m). 
En juin suivant, elle remporte le meeting de Götzis en établissant un nouveau record personnel avec 6 682 pts. Elle améliore ses records dans six des sept épreuves : 13 s 47 sur 100 m haies, 6,70 m au saut en longueur, 1,90 m au saut en hauteur, 22 s 89 sur 200 m, 12,17 m au lancer du poids et 41,44 m au lancer du javelot. 
Le 11 juillet, KJT s'impose au Glasgow Grand Prix, étape de la Ligue de diamant, en améliorant considérablement son record personnel de la longueur établit à Götzis (6,70 m) avec une marque de 6,92 m. C'est la 2de meilleure performance britannique de tous les temps dans cette épreuve, derrière celle Shara Proctor à 6,95 m réalisée en 2012.
Auteure de la meilleure performance mondiale de l'année et favorite pour le titre des Jeux du Commonwealth à Glasgow et des Championnats d'Europe de Zürich, Johnson-Thompson est obligée de déclarer forfait à cause d'une blessure au pied.

### 5 000points à Prague et désillusion à Pékin (2015)

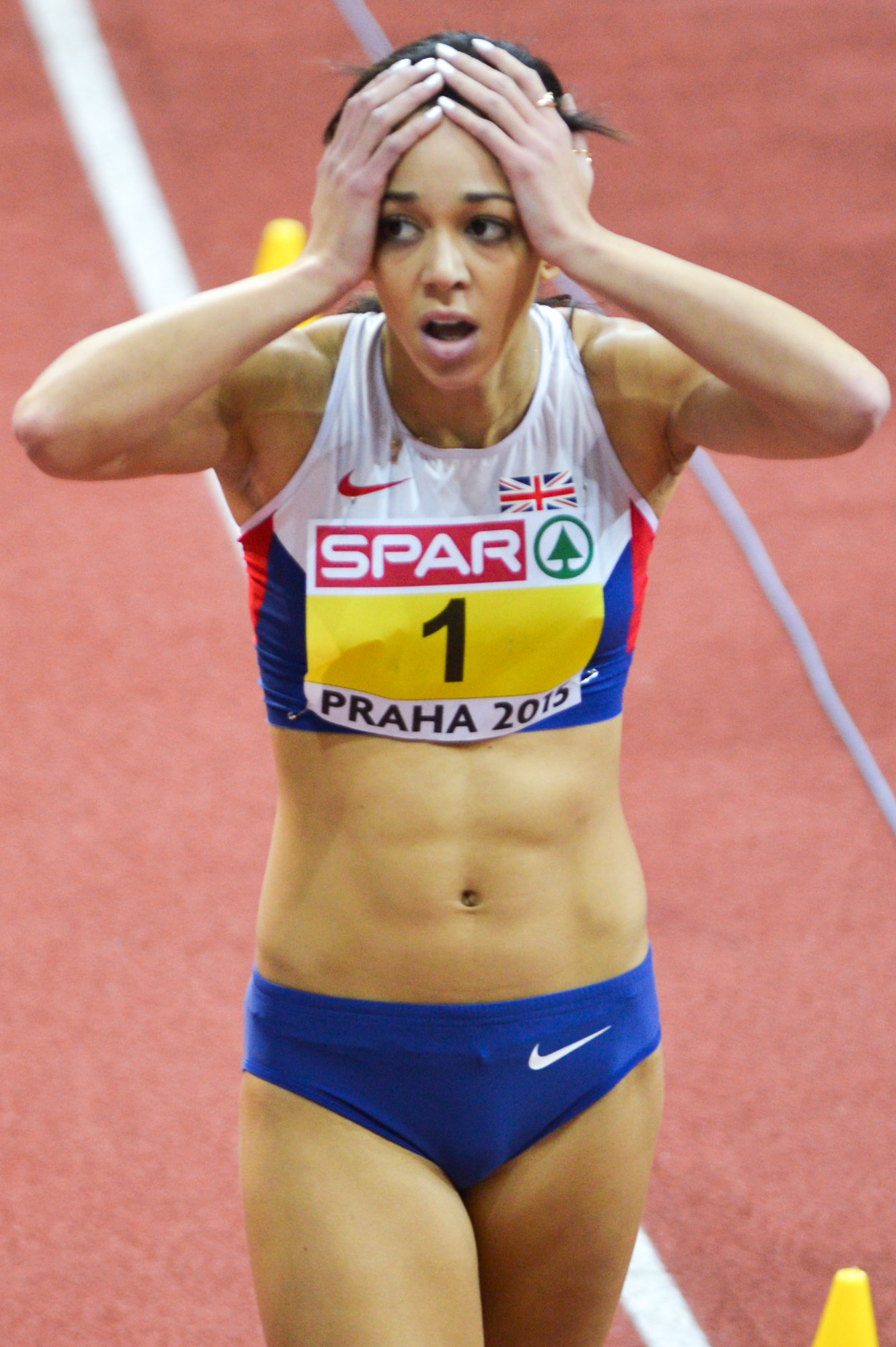
Katarina Johnson-Thompson lors des Championnats d'Europe en salle 2015 où elle remporte le titre européen en devenant la femme au-dessus des 5000 points.

Le 14 février 2015, Katarina Johnson-Thompson améliore pour la 2de année consécutive le record national du saut en hauteur lors des British Trials avec un saut à 1,97 m. Elle tente par la suite une fois à 2,00 m, sans succès. Une semaine plus tard, elle s'impose au Birmingham Indoor Grand Prix en longueur avec 6,93 m, à nouveau un record national.
Le 6 mars, la Britannique arrive aux Championnats d'Europe en salle en tant que grande favorite : dès le 60 m haies, elle établit un nouveau record personnel à 8 s 18 puis confirme par 1,92 m au saut en hauteur. Elle réalise une performance modeste au lancer du poids (12,32 m) mais réalise malgré cela un record personnel sur cette épreuve. Lors du saut en longueur, elle établit 6,89 m et se porte désormais avec en ligne de mire le record du monde détenu par Natallia Dobrynska depuis 2012 avec 5013 pts. Elle échoue cependant de peu mais devient la malgré tout la 2de athlète à dépasser la barrière des 5 000 points, en réalisant ce nombre juste. Elle déclare tout de même être « pleine de regrets pour le 800 m, [...] que ça aurait pu être une autre histoire. ».

#### Espoirs envolés à Pékin
Le 23 août 2015, alors qu'elle était en tête de l'épreuve de pentathlon des Championnats du monde de Pékin, Katarina Johnson-Thompson retombe lors de son 3e essai à plus de 6,90 m mais le saut est annulé, pour avoir laissé une trace contestée sur la planche d'appel. Ayant deux sauts mordus avant, ce saut non-validé lui enlève toute chance de devenir championne du monde et quitte la piste les larmes aux yeux. Démotivée, elle termine malgré tout son heptathlon et se classe 28e avec 5 039 points, notamment avec 2 min 50 au 800 m (alors qu'elle possède un chrono de 2 min 07 s 64).
Quatre jours plus tard, la Britannique s'aligne également sur le saut en longueur et passe le cap des qualifications en prenant la 5e place avec 6,79 m. Malheureusement, elle ne réedite pas non plus sa performance en finale et ne se classe qu'11e avec 6,63 m.

### 6edes Jeux olympiques de Rio (2016)
Durant l'automne, elle subit une opération du genou et ne réalise pas, par conséquences, de saison en salle. Le 29 mai 2016, elle réalise les minima pour les Jeux olympiques de Rio en totalisant 6 304 points à l'Hypo-Meeting de Götzis, comprenant notamment une performance loin de son potentiel en longueur (6,17 m) mais effaçant la malédiction des Championnats du monde de l'an passé.

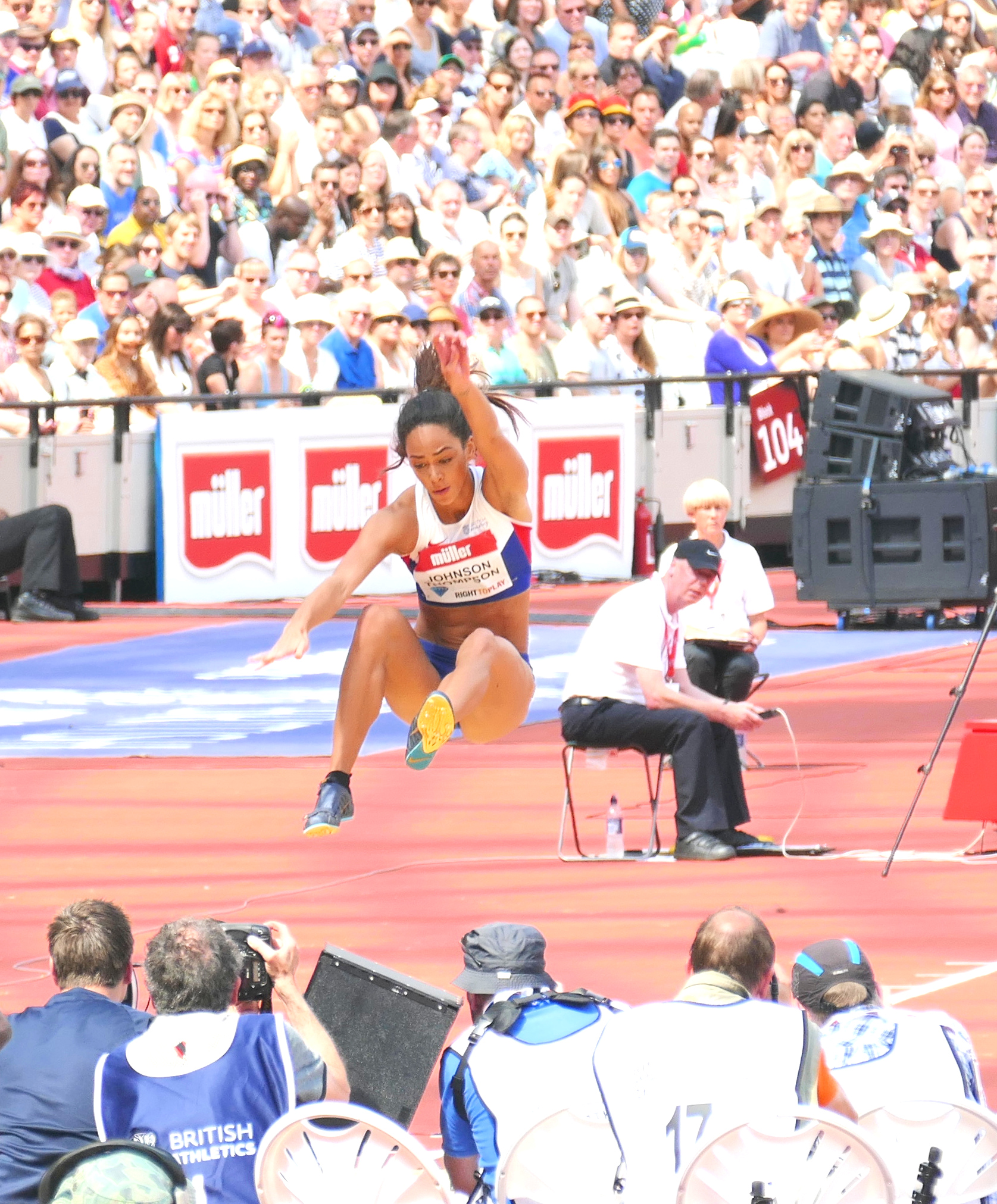
Katarina Johnson-Thompson durant l'épreuve du saut en longueur des Müller Anniversary Games 2016 où elle s'impose avec un saut à 6.84 m.

Le 22 juillet 2016, Johnson-Thompson participe aux Müller Anniversary Games à Londres, étape de la Ligue de diamant et améliore son record personnel à 1,95 m, avant d'échouer dans un record du Royaume-Uni à 1,98 m. Elle est devancée par l'Espagnole Ruth Beitia (1,98 m) et la Bulgare Mirela Demireva (1,95 m). Le lendemain, elle s'impose dans le saut en longueur avec 6,84 m, sa meilleure marque de la saison.
Les 12 et 13 août, KJT participe à l'heptathlon des Jeux olympiques de Rio : elle réalise sur le 100 m haies sa meilleure performance de la saison (13 s 48) puis établit avec la Belge Nafissatou Thiam lors du saut en hauteur la meilleure performance mondiale réalisée en heptathlon avec 1,98 m, battant par la même occasion le record national de l'épreuve détenu par Isobel Pooley depuis 2015 avec 1,97 m. Elle remporte également le 200 m en 23 s 26. Lors de la 2de journée, elle contrôle son saut en longueur (6,51 m) pour éviter le même malheur qu'aux mondiaux 2015 mais réalise une contre-performance au javelot (36,36 m). Elle boucle enfin son 800 m en 2 min 10 s 47. Avec 6 523 points, elle se classe 6e de la compétition, à relative distance de la médaille de bronze (6 653 par Brianne Theisen-Eaton).

### Nouveau départ en France (2017)
En fin de saison, elle annonce se séparer de son entraîneur Mike Holmes à la suite de son échec aux Jeux olympiques de Rio. Elle s’entraîne désormais en France à Montpellier avec Bertrand Valcin, entraîneur de Kévin Mayer (vice-champion olympique 2016) en côtoyant à ses côtés Antoinette Nana Djimou (championne d'Europe de 2011 à 2014) .
Ouvrant sa saison hivernale le 12 février aux Championnats Britannique, KJT se classe 2e du saut en longueur avec 6,69 m, battue par Lorraine Ugen (6,72 m) et est ainsi qualifiée sur l'épreuve aux Championnats d'Europe en salle de Belgrade, auxquels elle fait l'impasse. Elle ouvre sa saison estivale 2017 lors du meeting de La Réunion avec notamment 1,88 m en hauteur sur élan réduit. Le 7 mai, à Nice, elle réalise 23 s 25 sur 200 m dans un fort vent de face et 12,85 m au lancer du poids.
Le 27 mai, KJT participe à l'Hypo-Meeting de Götzis et réalise 13 s 29 sur 100 m haies (record personnel), 1,95 m en hauteur, 12,72 m au poids et 22 s 81 au 200 m, malgré un très fort vent de face de - 2,9 m/s. Le lendemain, elle saute 6,53 m en longueur, lancer 39,98 m au javelot et court le 800 m en 2 min 11 s 12. Elle termine 4e de la compétition avec 6 691 points, nouveau record personnel dans cet heptathlon le plus relevé de l'histoire où sept femmes sont au-dessus de 6 490 points.

#### Championnats du monde de Londres
Le 5 août, lors des championnats du monde de Londres, Katarina Johnson-Thompson subit une grosse désillusion lors de l'épreuve de la hauteur de l'heptathlon en effaçant qu'1,80 m, échouant à 1,86 m, alors qu'elle possède un record personnel à 1,98 m. Elle pointe après cette épreuve au 5e rang, en soit une très bonne performance, mais un résultat au niveau de son record de la saison (1,95 m) lui aurait permis de virer en tête. Elle réalise 12,47 m au lancer du poids puis un super 22 s 86 au 200 m, lui permettant de se placer 4e après la fin de la première journée. Le lendemain, elle réussit 6,56 m à la longueur et reprend la médaille de bronze provisoire. Avec un javelot très moyen, son point faible (41,72 m), elle boucle son 800 m en 2 min 08 s 10. Elle termine la compétition à la cinquième place avec 6 558 points.
Le 10 août, elle se rattrape sur l'épreuve du saut en hauteur en franchissant 1,92 m en qualifications et se qualifie pour la finale. Elle prend la 5e place avec 1,95 m.

### Saison 2018

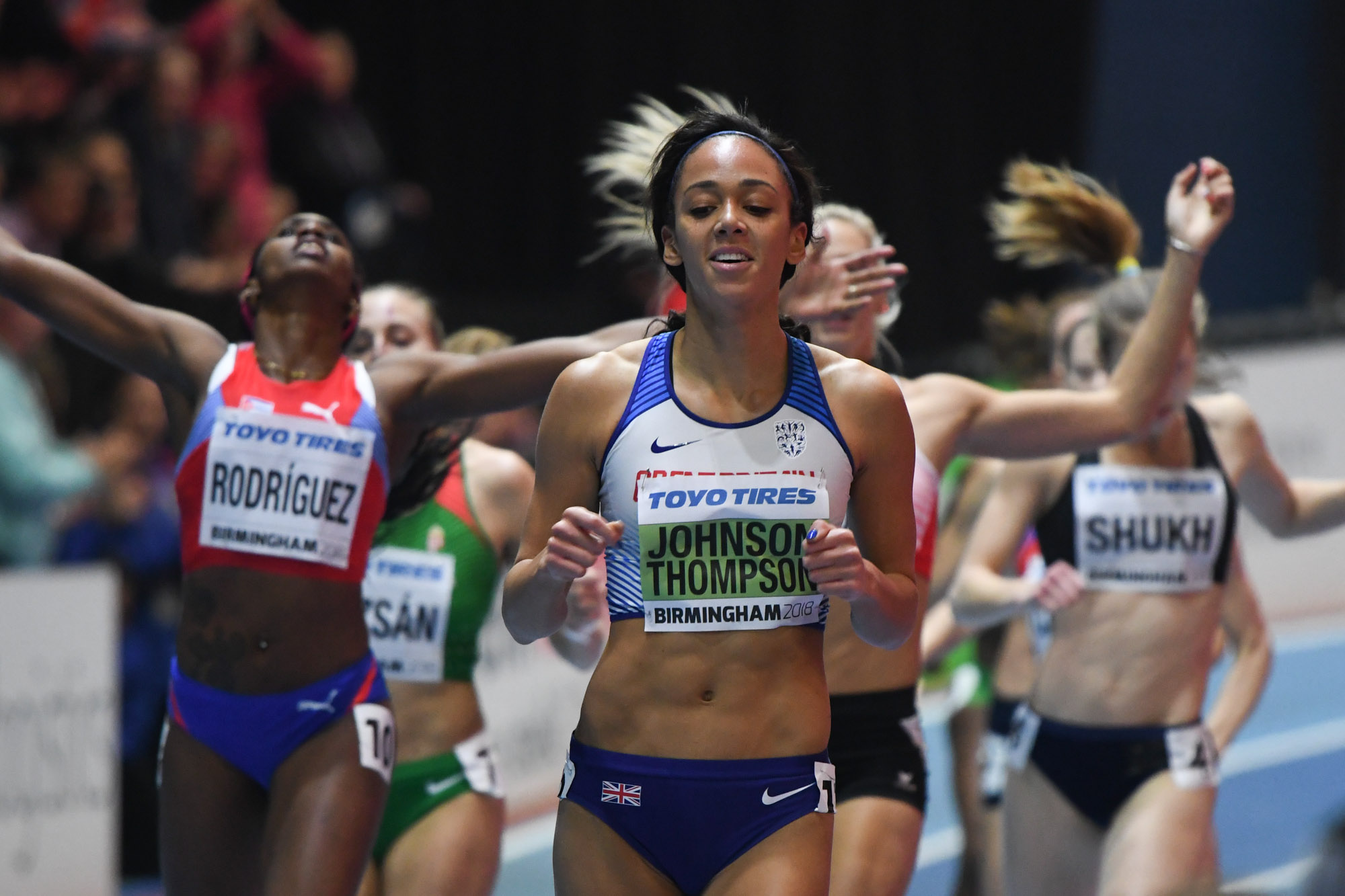
Katarina Johnson-Thompson à l'arrivée du 800 m des championnats du monde en salle 2018, à Birmingham

#### Titre mondial en salle à Birmingham
Le 17 février 2018, Katarina Johnson-Thompson remporte le titre national en salle du saut en longueur avec un saut à 6,71 m, sa meilleure performance personnelle de la saison.
Aux championnats du monde en salle, se déroulant chez elle à Birmingham, Katarina Johnson-Thompson débute sur de bonnes bases avec 8 s 36 sur 60 m haies et 1,91 m au saut en hauteur. Elle continue par un record personnel au poids avec 12,68 m et une performance de 6,50 m au saut en longueur, ce qui lui permet de mener au classement avant la dernière épreuve, le 800 m. Lors de ce 800 m, elle se permet d'abattre ses adversaires en remportant la course en 2 min 16 s 63, et de remporter ainsi le titre mondial avec 4 750 points, devant l'Autrichienne Ivona Dadic (4 700 pts) et la Cubaine Yorgelis Rodríguez (4 637 pts). À 25 ans, la Britannique entraînée en France décroche son premier titre mondial, après celui de la longueur chez les juniors en 2012.

#### Titres aux Jeux du Commonwealth et aux championnats d'Europe
Le 10 août 2018, aux championnats d'Europe de Berlin, Katarina Johnson-Thompson remporte la médaille de l'argent de l'heptathlon et bat son record personnel avec 6 759 points. Elle est devancée par la Belge Nafissatou Thiam (6 816 pts).

### Saison 2019

#### Titre européen en salle
Le 1er mars 2019, devant son public à Glasgow, Katarina Johnson-Thompson remporte son second titre européen en salle sur le pentathlon. Auteure de son meilleur temps de la saison sur 60 m haies en 8 s 27, elle saute 1,96 m au saut en hauteur et égale le record des championnats dans un pentathlon, détenu depuis 2017 par Nafissatou Thiam, puis améliore son record du lancer du poids en 13,15 m. Alors en course pour un record du monde, elle saute 6,53 m au saut en longueur puis court en 2 min 09 s 11 au 800 m, record des championnats. Avec 4 983 pts, elle échoue à 30 points du record mondial, mais devance très largement sur le podium sa compatriote Niamh Emerson (4 731 pts) et la Française Solène Ndama (4 723 pts).

#### Titre mondial en plein air
Lors des Championnats du monde à Doha, elle commence son heptathlon en battant son record personnel sur le 100 m haies en 13 s 09. Au saut en hauteur, elle passe la barre de 1,95 m mais rate ses trois sauts à 1,98 m, ce qui constitue tout de même la meilleure performance des championnats du monde dans un heptathlon. Avec un troisième lancer à 13,86 m, elle se classe 8e du lancer du poids. Elle termine la première journée à la première place provisoire en gagnant le 200 m avec un temps de 23 s 08. Elle possède alors 96 points d'avance sur la deuxième, la championne du monde en titre, Nafissatou Thiam. Au saut en longueur, première épreuve de la deuxième journée, Katarina Johnson-Thompson saute à 6,77 m, ce qui lui offre une avance de 216 points sur la deuxième du classement général. Au javelot, la Britannique bat son record personnel avec un jet à 43,93 m et possède toujours 137 points d'avance sur la deuxième. Pour conclure, elle court son 800 m en 2 min 07 s 26, son record personnel, et remporte l'heptathlon avec 6 981 points, meilleure performance mondiale de l'année. La deuxième au classement, la Belge Thiam, possède 304 points de moins qu'elle, ce qui constitue la plus grande différence entre les deux premières de l'heptathlon depuis les Championnats du monde 1987. Elle remporte alors son premier titre international en plein air et bat le record du Royaume-Uni de l'heptathlon, détenu jusqu'ici par Jessica Ennis-Hill.
En 2020, Johnson-Thompson est victime d'une rupture d'un tendon d'Achille, puis d'une déchirure à un mollet en 2021, ce qui la contraint à un forfait aux Jeux olympiques de Tokyo. De retour en 2022, elle ne prend que la 8e place des Mondiaux de Eugene.

### Saison 2023

#### Titre mondial en plein air
A Budapest en août 2023, la Britannique devient championne du monde de l'heptathlon pour la deuxième fois de sa carrière en marquant 6 740 points. En tête avant la dernière épreuve du 800 m, elle parvient à résister au retour de sa principale adversaire, l'Américaine Anna Hall, en battant son record de près d'une seconde et demie en 2 min 05 s 63. Cette performance lui permet de garder 20 points d'avance au classement, ce qui constitue le plus petit écart de l'histoire des Mondiaux dans cette discipline.

## Palmarès
| Date | Compétition                    | Lieu             | Résultat | Épreuve    | Marque    |
| ---- | ------------------------------ | ---------------- | -------- | ---------- | --------- |
| 2009 | Championnats du monde cadets   | Bressanone       | 1re      | Heptathlon | 5 750 pts |
| 2009 | Championnats d'Europe juniors  | Novi Sad         | 8e       | Heptathlon | 5 375 pts |
| 2011 | Championnats d'Europe juniors  | Tallinn          | 6e       | Heptathlon | 5 787 pts |
| 2012 | Multistars                     | Florence         | 3e       | Heptathlon | 6 007 pts |
| 2012 | TNT - Fortuna Meeting          | Kladno           | 2e       | Heptathlon | 6 248 pts |
| 2012 | Championnats du monde juniors  | Barcelone        | 1re      | Longueur   | 6,81 m    |
| 2012 | Jeux olympiques                | Londres          | 13e      | Heptathlon | 6 267 pts |
| 2013 | Championnats d'Europe espoirs  | Tampere          | 1re      | Heptathlon | 6 215 pts |
| 2013 | Championnats du monde          | Moscou           | 5e       | Heptathlon | 6 449 pts |
| 2014 | Championnats du monde en salle | Sopot            | 2e       | Longueur   | 6,81 m    |
| 2014 | Hypo-Meeting                   | Götzis           | 1re      | Heptathlon | 6 682 pts |
| 2015 | Championnats d'Europe en salle | Prague           | 1re      | Pentathlon | 5 000 pts |
| 2015 | Championnats du monde          | Pékin            | 10e      | Longueur   | 6,63 m    |
| 2015 | Championnats du monde          | Pékin            | 28e      | Heptathlon | 5 039 pts |
| 2016 | Jeux olympiques                | Rio de Janeiro   | 6e       | Heptathlon | 6 523 pts |
| 2017 | Hypo-Meeting                   | Götzis           | 4e       | Heptathlon | 6 691 pts |
| 2017 | Championnats du monde          | Londres          | 5e       | Hauteur    | 1,95 m    |
| 2017 | Championnats du monde          | Londres          | 5e       | Heptathlon | 6 558 pts |
| 2018 | Championnats du monde en salle | Birmingham       | 1re      | Pentathlon | 4 750 pts |
| 2018 | Jeux du Commonwealth           | Gold Coast       | 1re      | Heptathlon | 6 255 pts |
| 2018 | Championnats d'Europe          | Berlin           | 2e       | Heptathlon | 6 759 pts |
| 2019 | Championnats d'Europe en salle | Glasgow          | 1re      | Pentathlon | 4 983 pts |
| 2019 | Hypo-Meeting                   | Götzis           | 1re      | Heptathlon | 6 813 pts |
| 2019 | Ligue de diamant               | Ligue de diamant | 3e       | Longueur   | 6,73 m    |
| 2019 | Championnats du monde          | Doha             | 1re      | Heptathlon | 6 981 pts |
| 2022 | Championnats du monde en salle | Belgrade         | —        | Pentathlon | DNF       |
| 2022 | Championnats du monde          | Eugene           | 8e       | Heptathlon | 6 222 pts |
| 2022 | Jeux du Commonwealth           | Birmingham       | 1re      | Heptathlon | 6 377 pts |
| 2023 | Championnats du monde          | Budapest         | 1re      | Heptathlon | 6 740 pts |
| 2024 | Jeux olympiques                | Paris            | 2e       | Heptathlon | 6 844 pts |

## Records
| Épreuve           | Performance         | Lieu           | Date            |
| ----------------- | ------------------- | -------------- | --------------- |
| 100 m haies       | 13 s 09             | Doha           | 2 octobre 2019  |
| Saut en hauteur   | 1,98 m (NR)         | Rio de Janeiro | 12 août 2016    |
| Lancer du poids   | 14,44 m             | Paris          | 8 août 2024     |
| 200 m             | 22 s 79 (+ 1,3 m/s) | Götzis         | 28 mai 2016     |
| Saut en longueur  | 6,92 m (+ 0,6 m/s)  | Glasgow        | 11 juillet 2014 |
| Lancer du javelot | 46,14 m             | Budapest       | 20 août 2023    |
| 800 m             | 2 min 04 s 90       | Paris          | 9 août 2024     |
| Heptathlon        | 6 981 pts (NR)      | Doha           | 3 octobre 2019  |

| Épreuve          | Performance    | Lieu       | Date            |
| ---------------- | -------------- | ---------- | --------------- |
| 60 m haies       | 8 s 18         | Prague     | 6 mars 2015     |
| Saut en hauteur  | 1,97 m (NR)    | Sheffield  | 14 février 2015 |
| Lancer du poids  | 13,15 m        | Glasgow    | 1er mars 2019   |
| Saut en longueur | 6,93 m         | Birmingham | 21 février 2015 |
| 800 m            | 2 min 09 s 13  | Glasgow    | 1er mars 2019   |
| Pentathlon       | 5 000 pts (NR) | Prague     | 6 mars 2015     |